# Тамбовцева, Анастасия Валерьевна
Анастасия Валерьевна Тамбовцева (урожд. Скулкина) (род. 11 августа 1982, Красноярск) — российская спортсменка, член олимпийской сборной команды России по санному спорту на одноместных санях. Участница трёх зимних Олимпиад 2002 и 2006 (санный спорт), 2010 (бобслей). Занимала 27-е, 21-е место и 9 место соответственно.
После завершения олимпийского сезона 2006 года перешла в бобслей. Её лучшим достижением является третье место на чемпионате мира среди юниоров в 2008 году (впервые в истории российского бобслея) и золотая медаль на Кубке Европы в 2010 году. Выступала на Олимпиаде в Ванкувере в паре с разгоняющей Еленой Дорониной и заняла девятое место. На чемпионате мира 2012 в команде стала шестой, а в двойках 13-й. С 2011 года выступала под фамилией мужа — Тамбовцева.